# Vulcanidas insolatus
Vulcanidas insolatus is een tweekleppigensoort uit de familie van de Mytilidae. De wetenschappelijke naam van de soort is voor het eerst geldig gepubliceerd in 2010 door Cosel & B.A. Marshall.